# Hohe Veitsch
Hohe Veitsch est une montagne culminant à 1 981 m d'altitude, située près de Brunnalm, dans le nord-est du Land de Styrie en Autriche.
Brunnalm Hohe Veitsch désigne également la petite station de ski qui a été créée sur les pentes de cette montagne.
Le domaine skiable est doté depuis 2008 d'un télésiège 4 places moderne, accessible depuis le bas de la station. Le reste du domaine est desservi par trois téléskis qui - à l'exception du Muldenlift accessible aux débutants - ont la particularité d'être dotés de pistes de montée relativement raides, ce qui peut expliquer leur faible fréquentation.
Le domaine, qui propose une dénivelé de plus de 300 mètres, est doté de pistes de tous niveaux. La piste noire desservie par le téléski Sonnkogellift est une piste non préparée et bosselée, tandis que les pistes 3 et 5 sont accessibles aux débutants. Des possibilités de ski hors-pistes relativement intéressantes sont également offertes, du fait de la faible densité de la forêt.
Veitsch est membre des regroupements de stations de ski Skiregion Ostalpen et Romantik Skiregion.